# فدریکو ماکدا
فدریکو ماکدا (انگلیسی: Federico Macheda؛ زادهٔ ۲۲ اوت ۱۹۹۱) بازیکن فوتبال اهل ایتالیا است.
از باشگاه‌هایی که در آن بازی کرده‌است می‌توان به باشگاه فوتبال کاردیف سیتی، باشگاه فوتبال نووارا، باشگاه فوتبال سمپدوریا، باشگاه فوتبال کویینز پارک رنجرز، باشگاه ورزشی لاتزیو، باشگاه فوتبال دونکستر راورز، باشگاه فوتبال اشتوتگارت، باشگاه فوتبال بیرمنگام سیتی، باشگاه فوتبال ناتینگهام فارست، باشگاه فوتبال منچستر یونایتد و باشگاه فوتبال بارسلونا اشاره کرد.
وی همچنین در تیم‌های ملی فوتبال زیر ۱۶ سال ایتالیا، زیر ۱۷ سال ایتالیا، زیر ۱۹ سال ایتالیا و زیر ۲۱ سال ایتالیا بازی کرده‌است.